# ايمي ويلرتون
ايمي ويلرتون (بالإنجليزية: Amy Willerton)‏ (ولدت في بريستول في 18 أغسطس 1992) عارضة أزياء ومقدمة تلفزيونية بريطانية، وحاملة لقب ملكة جمال بريطانيا سابقة. وفي عام 2015، احتلت المركز 14 في قائمة إف إتش إم لأكثر 100 امرأة جاذبية.

## روابط خارجية
- الموقع الرسمي
- ملكة جمال كون بريطانيا العظمى
- ايمي ويلرتون على إنستغرام